# N-126
La N-126 es una carretera nacional española que une Casalarreina con la Autopista Vasco-Aragonesa AP-68 y la carretera autonómica LR-111 hacia Haro.